# Dusičnan rubidný
Dusičnan rubidný je anorganická sloučenina s chemickým vzorcem RbNO3. Je to bílá látka, která je vysoce rozpustná ve vodě.

## Příprava
Dusičnan rubidný lze připravit buď rozpuštěním kovového rubidia, jeho hydroxidu nebo uhličitanu v kyselině dusičné.
2 Rb + 2 HNO3 → RbNO3 + H2
RbOH + HNO3 → RbNO3 + H2O
Rb2(CO3) + 2 HNO3 → 2 RbNO3 + CO2 + H2O

## Vlastnosti

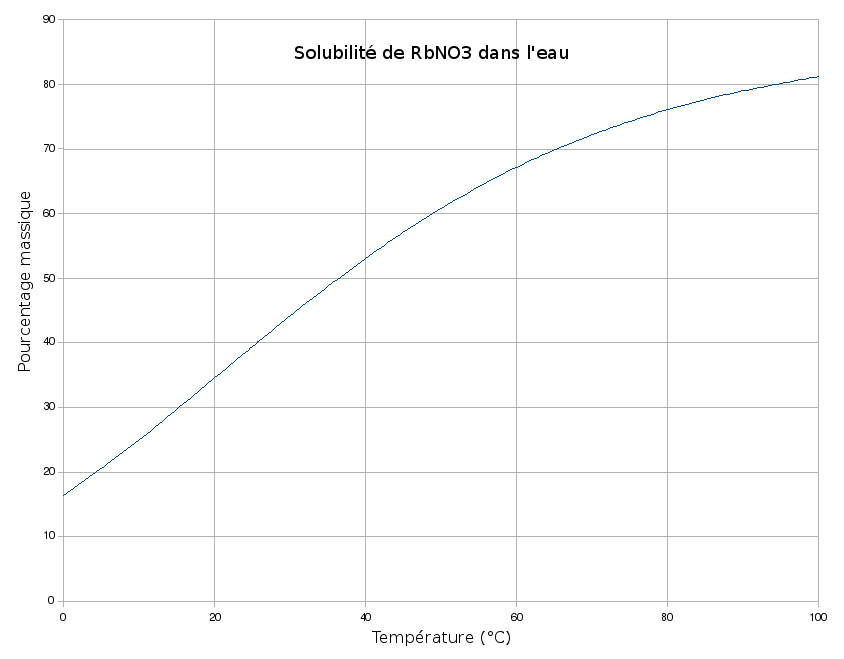
Závislost rozpustnosti dusičnanu rubidného na teplotě

Dusičnan rubidný je bílý krystalický prášek, který je velmi dobře rozpustný ve vodě a velmi slabě rozpustný v acetonu. Barví plamen světle fialovou barvou.
Dusičnan rubidný tvoří při laboratorní teplotě bezbarvé, vysoce hygroskopické, trigonální krystaly. Index lomu krystalů je nD= 1,524.
Je to silné oxidační činidlo a při zahřívání se rozkládá na dusitan rubidný a kyslík:
2 RbNO3 → RbNO2 + O2
| Krystalové mřížkové konstanty modifikací dusičnanu rubidného |                      |                     |                  |        |        |        |   |    |
| Označení                                                     | Teplotní rozsah [°C] | Krystalová soustava | Prostorová grupa | a [pm] | b [pm] | c [pm] | β | Z. |
| RbNO3 - IV                                                   | <164                 | trigonální          | P31 (č. 144)     | 1047   | -      | 745    | - | 4. |
| RbNO3 - III                                                  | 164–220              | krychlová           | Pm3m (č. 221)    | 440    | -      | -      | - | 1  |
| RbNO3 - II                                                   | 220–291              | kosočtvercová       | R3m (č. 160)     | 548    | -      | 1071   | - |    |
| RbNO3 - I                                                    | > 291                | krychlová           | Fm3m (č. 225)    | 732    | -      | -      | - | 4. |

## Využití

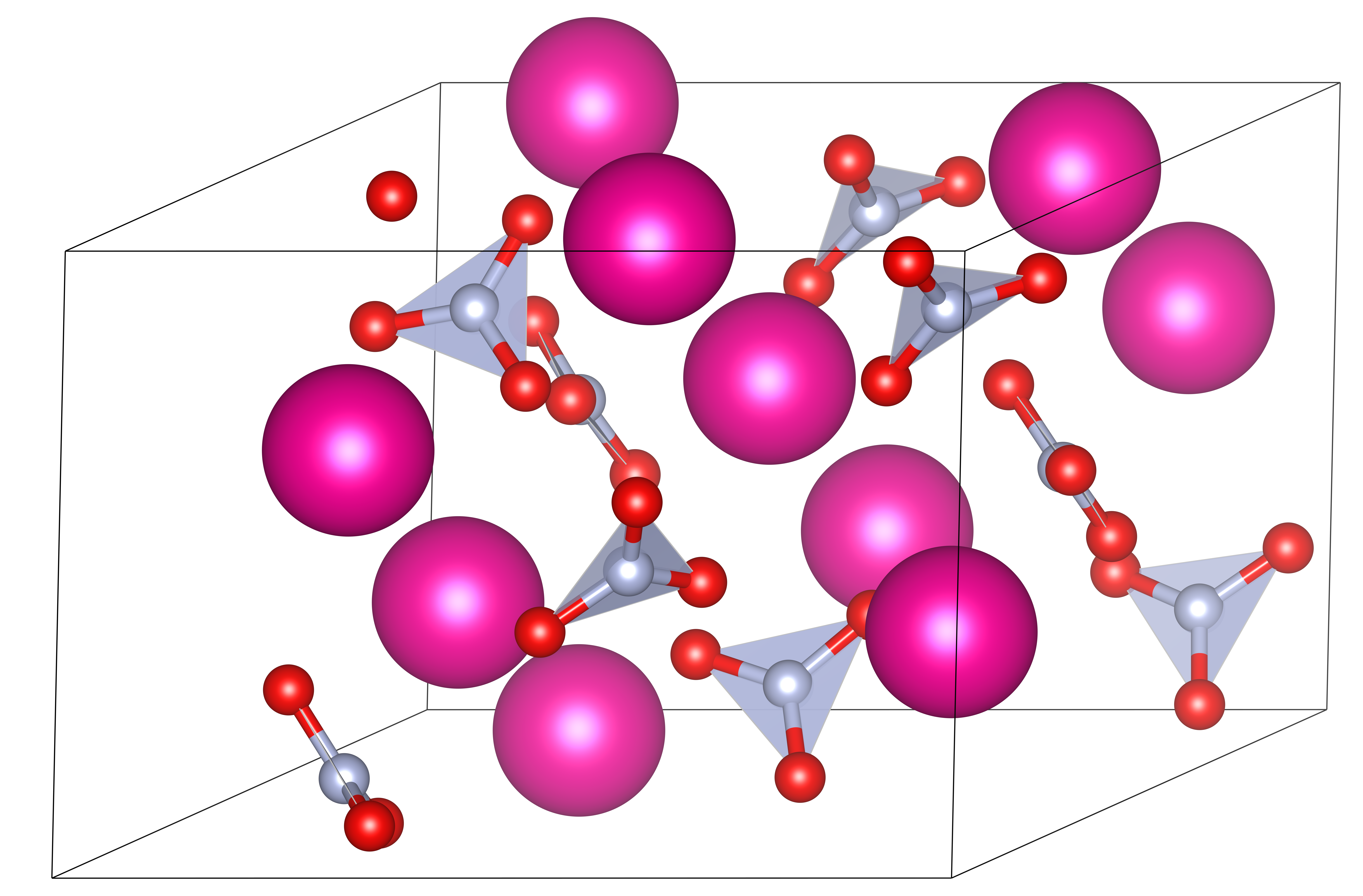
Elementární buňka modifikace IV dusičnanu rubidného

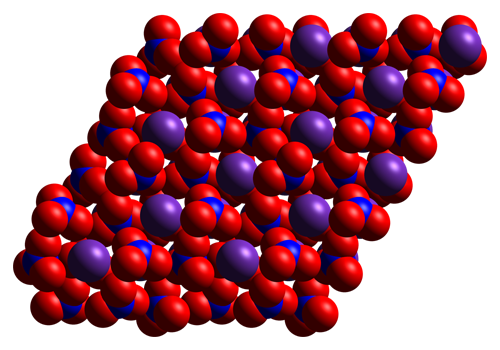
Kalotový model dusičnanu rubidného

Stejně jako dusičnan cesný se používá v pyrotechnických směsích vydávajících infračervené záření jako barvivo a oxidační činidlo a také jako surovina pro přípravu dalších sloučenin rubidia, na výrobu katalyzátorů a ve scintilačních detektorech. V ohňostrojích se ojediněle používá k vytvoření červenofialové barvy.